# ريد فاكشن 2
ريد فاكشن 2، هي الجزء الثاني من سلسلة ريد فاكشن، طورها إستديو فوليشن، ونشرتها شركة تي إتش كيو في الأسواق عام 2002 لأجهزة بلاي ستيشن 2 ومايكروسوفت ويندوز وإكس بوكس، وغيرها، وهي تتمة لسابقتها ريد فاكشن.

## القصة
عكس سابقتها، تقع أحداث اللعبة في عام 2080، على كوكب الأرض، تقنية النانو التي طورها أكسل كابيك، كبير العلماء في شركة أولتور (Ultor Corporation) قبل سقوطها، تمت المطالبة بها من قبل قوة الدفاع عن الأرض (EDF). باستخدام هذه التقنية، تبدأ قوات الدفاع الأوروبية في إعادة تنظيم شركة أولتور مع التركيز بشكل خاص على الجنود الفائقين المعززين والأسلحة المناسبة. ومع ذلك، فإن الأبحاث التي أجراها كابيك في مختبراته قد تمت سرقتها من قبل مجموعات مسلحة أخرى ومنظمات إرهابية متنوعة. لقد استمر هذا لسنوات. لقد تغير البحث في العالم الإجرامي عدة مرات. يتم تعريف اللاعب بدوره كخبير متفجرات إيلياس ( "Alias") عندما يشرع في مهمة عمليات خاصة للمطالبة ببيانات البحث الخاصة بجمهورية الكومنولث.

## كيفية اللعب
اللعبة تطورت عن سابقتها، إنها تتميز بوجود لاعبين محليين متعددين. يتمكن اللاعب باللعب بأطوار الديثماتش (Deathmatch) وباغمان (Bagman) وأرينا (Arena) جميعها متاحة للعب الفردي أو الجماعي وإلتقط العلم (Capture the Flag) والنظام (Regime)" (وضع قابل للفتح يعادل طور باغمان) عبر مجموعة مختارة من حوالي 40 مستوى، يستطيع اللاعب أن تفجر الجدران القابلة للتدمير. كل وضع لعبة باستثناء الطور الرابع له نفس مجموعة المراحل؛ يحتوي هذا الطور على مجموعة أخرى من المستويات المخصصة لها. كما بإمكان اللاعب أن يصنع ألي خاص به.